# Альтурас (аэропорт)
Муниципальный аэропорт Альтурас (англ. Alturas Municipal Airport), (ИКАО: KAAT, FAA LID: AAT бывший O00) — государственный гражданский аэропорт, расположенный в двух километрах к западу от центра делового района города Альтурас в округе Модок (Калифорния), США.

## Операционная деятельность
Муниципальный аэропорт Альтурас занимает площадь в 65 гектар, расположен на высоте 1333 метров над уровнем моря и эксплуатирует две взлётно-посадочные полосы:
- 3/21 размерами 895 х 18 метров с асфальтовым покрытием;
- 13/31 размерами 1311 х 15 метров с асфальтовым покрытием.

В период с 31 декабря 2005 по 31 декабря 2006 года Муниципальный аэропорт Альтурас обработал 31 500 операций по взлётам и посадкам воздушных судов (в среднем 86 операций ежедневно), из которых 95 % пришлось на авиацию общего назначения и 5 % — на рейсы аэротакси.